# Steinach (Eyach)
Die Steinach ist ein zusammen mit ihrem längsten Oberlaufstrang etwa 12 km, auf ihrem Namensabschnitt dann nur noch etwa 3 km langer Bach des Westlichen Albvorlandes im Zollernalbkreis im mittleren Baden-Württemberg. Sie mündet nach einem insgesamt etwa nordöstlichen Lauf in der Stadt Balingen von links in die mittlere Eyach.

## Name
Die Steinach ist das letzte, nur etwa 2,9 km lange Teilstück eines aufgefiederten Bachsystems am Albtrauf und auf dem Kleinen Heuberg. Der Hauptstrang des Baches ist 12,3 km lang und setzt sich nach verschiedenen Karten aus den aufeinanderfolgenden Abschnitten Bitzgraben, Katzenbach, Brühlbach und schließlich Steinach zusammen. Die aktuelle amtliche Gewässerkarte fusioniert die ersten drei Abschnitte zum Bitzgraben, die beiden anderen Namen auf diesem Fusionsabschnitt sind jedoch glaubhaft dokumentiert. Wo die Namen genau wechseln, ist nicht sicher bestimmbar. Hier wird deshalb der Wechsel jeweils auf den Zuflusspunkt eines großen Zuflusses im Unsicherheitsintervall gelegt, was dem Usus bei den meisten Laufzerlegungen in Abschnittsnamen von Amts wegen entspricht.

## Geographie

### Verlauf

#### Bitzgraben

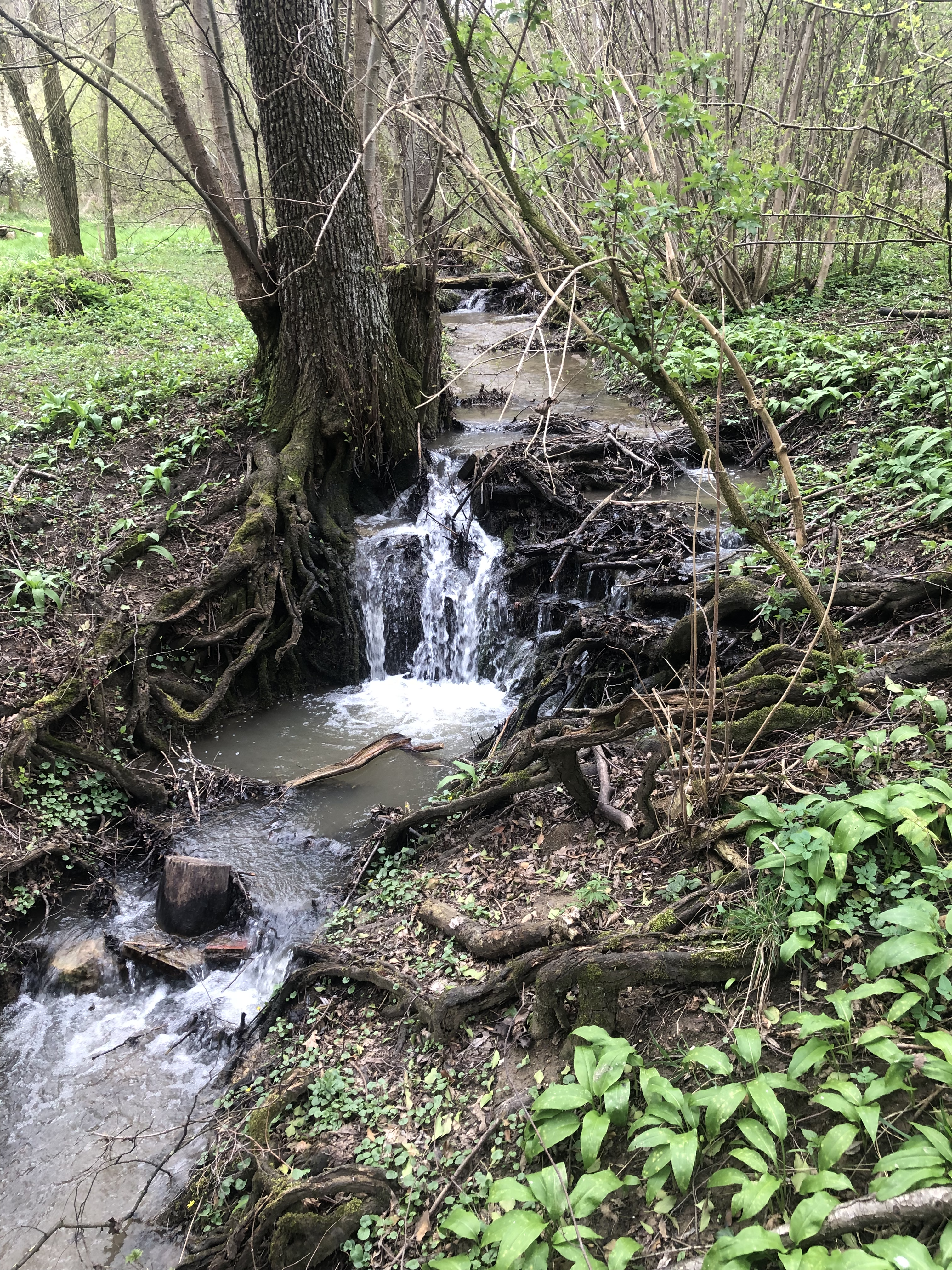
Bitzgraben oberhalb von Dotternhausen

Der Bitzgraben entsteht auf etwa 890 m ü. NHN unter der neben dem Jurakalk-Tagebau auf dem Plettenberg stehenden Plettenberghütte in der Waldklinge Breitenloch ca. 2,3 km südsüdöstlich der Ortsmitte von Dotternhausen. Er fließt zunächst nordwestlich und nimmt von rechts aus dem Dormettinger Holz einen etwa ebenso langen Quellzweig auf. Auf etwa 720 m ü. NHN verlässt er den Hangwald und zieht dann, meist von Ufergehölz begleitet, an einem Aussiedlerhof im Oberen Esch vorbei und dann durchs Gewann Bitz neben der Erschließungsstraße den Steinbruchs etwa nordnordwestlich bis an den Ortsrand von Dotternhausen. Im Ort wendet er sich, von nun an verdolt, entlang der Weiherstraße nach Nordosten und unterquert das Sportgelände. Dort mündet von rechts der Weiherwaldgraben, der zuletzt einen Stauteich durchlaufen hat. Der Bitzgraben zieht 200 Meter weiter nordöstlich unter Straßen bis zur Einmündung der Zinkenstraße in die Schloßstraße. Unter der Zinkenstraße naht, zuletzt ebenfalls verdolt, von rechts der Zufluss Kälberbach, der gegenüber der Martinskirche des Dorfes auf wohl etwas unter 650 m ü. NHN einmündet. Der Bitzgraben ist etwa 3,5 km lang und hat ein etwa 2,9 km großes Teileinzugsgebiet. Am Zufluss des Kälberbachs beginnt der nächste Namensabschnitt.

#### Katzenbach
Der nun Katzenbach genannte Gewässerlauf wendet sich zwischen Kirche und Schloss von Dotternhausen nach Nordwesten, verlässt den Ort, unterquert die B 27 und gräbt sich nun in wieder offenem Lauf und von einer Baumgalerie begleitet in eine Geländefurche, an deren rechtem Hang eine baumdurchsetzte Wiese liegt. Bald kehrt er sich nach Nordosten, danach bedeckt meist Wald die schmale Talaue und wenigstens einen der beiden Hänge. Links auf dem nicht sehr breiten Hügelrücken vor dem Riedbach läuft die Katzensteige von Dormettingen nach Erzingen hinab. Darunter am Hang begleitet nun die Bahnstrecke Schömberg–Balingen den Bachlauf fast bis zur Eyach-Mündung. Am westlichen Ortsrand dieses Balinger Dorfes fließt dann der 3,6 km lange Katzenbach mit einem Teileinzugsgebiet von 7,1 km² auf etwa 560 m ü. NHN mit dem nach Länge wie Einzugsgebiet kleinerem Riedbach zusammen zum Brühlbach.

#### Brühlbach
Der Brühlbach genannte Gewässerabschnitt zieht in selbst im bebauten Gelände auffällig gewundenem Lauf durchweg ostwärts. Schon hundert Meter nach seinem Beginn nimmt er dabei noch am Westrand von Erzingen den aus dem Westen nahenden Bontalbach auf und durchquert es dann. Der alte Ortskern liegt rechts über der Talmulde, links steht nur die neuere Siedlung entlang der Erlenstraße. Gegen das Ortsende zu mündet der aus dem Südsüdwesten kommende Haugenbach, der östlich von Dotternhausen und westlich von Roßwangen in einer Waldzunge den mittleren Hang des Albtraufs herab entsteht. Fast schon an der Kutzmühle vor dem Balinger Dorf Endingen endet der etwa 2,3 km lange Brühlbach-Abschnitt auf 545,1 m ü. NHN am Zulauf des rechten Sulzgrabenbachs, der parallel zum vorigen Zufluss verläuft und nur wenig näher an Roßwangen entsteht, womit die eigentliche Steinach entsteht.

#### Steinach
Die Steinach wendet sich links durch Endingen langsam auf Nordlauf, nimmt in der Ortsmitte wieder aus Südsüdwesten den letzten größeren Zufluss Wettbach auf, der oben am Albtrauf unter dem Sattel zwischen Plettenberg und Schafberg entspringt, und unterquert am unteren Ortsende die Bahnstrecke Sigmaringen–Tübingen (Zollernalbbahn). In der fast unmittelbar anschließenden Gewerbezone am Südrand des zentralen Balingens fließt sie schon im Tal der Eyach nordwärts. Sie wendet sich in der südlichen Kernstadt am Rappenturm zuletzt auf ein nur kurzes Stück Ostlauf, fließt dabei unter der Brücke der Friedrichsstraße hindurch und mündet dann nahe dem Zollernschloss am Wasserturm auf 512,1 m ü. NHN von links in die mittlere Eyach.
Die Steinach ist auf ihrem Namensabschnitt am Unterlauf 2,9 km lang, zusammen mit ihrer Oberlauffolge ab dem Bitzgraben dagegen 12,3 km. Sie mündet etwa 378 Höhenmeter unterhalb des Bitzgraben-Ursprungs, hat also auf dem Gesamtlauf ein mittleres Sohlgefälle von 31 ‰; den überwiegenden Teil des Gesamtgefälles erfährt sie auf den Abschnitten Bitzgraben und Katzenbach am Albtrauf, während auf die folgenden zwei Abschnitte mit über 40 % des Gesamtlaufes kaum mehr als ein Achtel davon entfallen.

### Einzugsgebiet
Die Steinach hat ein 31,3 km² großes Einzugsgebiet, das naturräumlich gesehen in seinen höchsten Teilen einen schmalen Streifen am Trauf der Hohen Schwabenalb umfasst. Der restliche Anteil liegt im Westlichen Albvorland, davon ein niedrigerer Streifen mit den höchsten Quellen im Unterraum Schlichem- und Eyach-Albrandbucht, der größte Teil tiefer auf dem  Kleinen Heuberg. Die beiden mit jeweils etwa 999 m ü. NHN höchsten Punkte liegen am Albtrauf auf dem Plettenberg nahe der Plettenberghütte und auf dem Schafberg.
Reihum grenzt es an die Einzugsgebiete der folgenden Nachbargewässer:
- Im Nordnordwesten liegt das Quellgebiet des Kaunterbachs, eines tieferen Zuflusses der Eyach;
- im Nordnordosten entspringt der Talgraben, der etwas zuvor ebenfalls von links zur Eyach läuft, und ein Zufluss von ihm;
- im Osten grenzen unmittelbares Einzugsgebiet der Eyach, dann das ihrer höheren Zuflüsse Hühnerbach und Beutenbach an;
- im Süden laufen Rötegrabenbach und Waldhausbach von rechts zur Schlichem;
- im Südwesten folgen die weiteren rechten Zuflüsse der Schlichem vom Steinlegraben bis hinunter zum Golterngraben.

Das größte Teil des Einzugsgebietes im mittleren und östlichen Teil gehört zur Stadt Balingen. Daneben haben im Südwesten die Gemeinde Dotternhausen und im Westen die Gemeinde Dormettingen einen Anteil am Gebiet, ganz im Westen die Gemeinde Dautmergen nur einen kleinen Zwickel. Alle diese Kommunen gehören zum Zollernalbkreis.

### Zuflüsse und Seen
Liste der Zuflüsse und  Seen von der Quelle zur Mündung. Gewässerlänge, Seefläche, Einzugsgebiet und Höhe nach den entsprechenden Layern auf der Onlinekarte der LUBW. Andere Quellen für die Angaben sind vermerkt.
Zusammenfluss der Steinach auf 545,1 m ü. NHN nahe der Kutzmühle bei Balingen-Endingen aus dem bedeutenderen linken Bitzgraben-Katzenbach-Brühlbach-Strang und dem rechten Sulzgrabenbach.
- Brühlbach, linker und westlicher Oberlauf auf dem Hauptstrang, 2,3 km auf dem Namenslauf und 9,4 km mit dem Hauptstrang oberhalb sowie ca. 20,4 km².[LUBW 8] Entsteht auf etwa 560 m ü. NHN am Westende von Balingen-Erzingen aus dem Zusammenfluss von Katzenbach und Riedbach.
  - Katzenbach, rechter und südwestlicher Hauptstrang-Oberlauf, 3,6 km auf dem Namenslauf und 7,1 km mit dem gesamten Hauptstrang oberhalb sowie ca. 5,7 km². Entsteht auf etwa 640 m ü. NHN aus dem Zusammenfluss von Bitzgraben und Kälberbach nahe der Kirche in Dotternhausen.
    - Bitzgraben, linker Hauptstrang-Oberlauf in nach links ausholendem Bogen aus dem Südsüdosten, 3,5 km und ca. 2,9 km².[LUBW 9] Entsteht auf etwa 890 m ü. NHN unter der Plettenberghütte auf dem Plettenberg im Breitenloch ca. 2,3 km südsüdöstlich der Ortsmitte von Dotternhausen.
Hat einen weiteren Oberlaufzweig aus dem Dormettinger Wald und weitere manchmal zuführende Quellen sogar höher am Westhang des Plettenbergs.
      - Weiherwaldgraben, von rechts und Süden zuletzt verdolt auf etwa 650 m ü. NHN bei den Sportplätzen in Dotternhausen, 0,9 km und ca. 0,6 km².[LUBW 9] Entsteht auf etwa 705 m ü. NHN im Waldgewann Stöckenbild nahe dem Flurrand ungefähr unter der Lorenseilbahn vom Steinbruch auf dem Plattenberg herab.
        -  Durchfließt sehr mündungsnah den Feuerlöschteich in Dotternhausen, 0,7 ha.
Danach verdolter Abfluss. Der Hochwasserabfluss des Teichs mündet ggf. wenige Meter zuvor.

    - Kälberbach, rechter und südlicher Nebenstrang-Oberlauf zuletzt verdolt unter der Zinkenstraße, 1,1 km und ca. 0,7 km².[LUBW 9] Entsteht gewöhnlich auf etwa 715 m ü. NHN an einer kleinen Lichtung im Waldgewann Plattenbergweg. Unbeständigere Oberläufe beginnen und zeitweilige Quellen liegen höher am Nordhang des Plettenbergs auf bis etwa 900 m ü. NHN.

  - Riedbach, linker und westsüdwestlicher Nebenstrang-Oberlauf auf etwa 560 m ü. NHN am Westrand von Erzingen, 2,8 km und 3,6 km². Entsteht auf etwa 646 m ü. NHN nahe dem Kreisel am Nordwestausgang von Dormettingen.
    - Lochgraben, von links und Westsüdwesten auf etwa 588 m ü. NHN im Naturschutzgebiet Riedbachtal nordöstlich von Dormettingen, 1,3 km und ca. 1,1 km².[LUBW 9] Entsteht auf etwa 638 m ü. NHN im kleinen Talwald Loch nördlich von Dormettingen.

  - Bontalbach, von links und Westen auf etwa 558 m ü. NHN am Westrand von Erzingen, 2,5 km und 5,2 km². Entsteht auf etwa 655 m ü. NHN nordwestlich von Dormettingen an einem Feldwegdreick, wo sein Talwald Urtel beginnt.
    - Aischbach, von links und Nordwesten auf etwa 564 m ü. NHN südlich der isolierten Erzinger Neubauten auf dem Hungerberg, 1,6 km und ca. 1,8 km².[LUBW 9] Entsteht auf etwa 619 m ü. NHN am toten Ende des Waldwegs ins Gewann Taubensee.
    - (Bach neben der Geislinger Steige), von links und Norden auf etwa 560 m ü. NHN wenig vor der Mündung am Westrand von Erzingen, ca. 1,0 km[LUBW 10] und ca. 1,0 km².[LUBW 9] Entsteht auf etwa 610 m ü. NHN nördlich der isolierten Erzinger Neubauten auf dem Hungerberg neben der Geislinger Steige der K 7127 Geislingen–Erzingen.
      -  Durchfließt auf etwa 561 m ü. NHN einen Teich kurz vor der Mündung, etwa 0,2 ha.

  - Haugenbach, von links und Südsüdwesten auf etwa 551 m ü. NHN gegen das Ortsende von Erzingen zu, 4,0 km und 3,9 km². Entsteht auf etwa 735 m ü. NHN im Waldgewann Wolspel östlich von Dotternhausen.
    - Billentalbach[LUBW 11], von links und Südwesten auf etwa 680 m ü. NHN vor Erzingen am Gewann Dürrwangen, ca. 1,1 km[LUBW 10] und ca. 0,8 km².[LUBW 9] Entsteht auf etwa 623 m ü. NHN nordöstlich von Dotternhausen an der L 442. Am Oberlauf unbeständig.
- Sulzgrabenbach, rechter Nebenstrang-Oberlauf von Südsüdwesten, 3,1 km und ca. 1,9 km².[LUBW 9] Entsteht auf etwa 630 m ü. NHN wenig westsüdwestlich von Balingen-Roßwangen im Waldrand.
- Wettbach, von rechts und Südsüdwesten in Endingen auf etwa 532 m ü. NHN in Endingen, 5,5 km und 5,4 km². Entsteht auf etwa 835 m ü. NHN im Gewann Witthau am Westhang des Schafbergs.
  - (Zufluss vom Nordosthang des Plettenbergs), von links und Südosten auf etwa 661 m ü. NHN südlich von Balingen-Roßwangen noch im Hangwald, 0,9 km  und ca. 0,5 km².[LUBW 9] Entsteht auf etwa 875 m ü. NHN unter der Nordostspitze des Plettenbergs.
  - Moosbach[LUBW 12], von rechts und Südsüdosten auf etwa 579 m ü. NHN nach Roßwangen vor der L 442 Dotternhausen–Weilstetten, 1,1 km und ca. 0,9 km².[LUBW 9] Entsteht auf etwa 664 m ü. NHN südöstlich von Roßwangen am Storchenbühl.
- Nahe der linken Wasserscheide liegen am oberen Ende des Trockentals Engelestäle (von links zur Steinach) auf etwa 615 m ü. NHN zwei Teiche im Naturschutzgebiet Heuberg in einer ehemaligen Schiefergrube, zusammen 0,9 ha.

Mündung der Steinach von links und zuallerletzt Westen auf 512,1 m ü. NHN beim Stadtschloss in Balingen in die mittlere Eyach. Der Bach ist ab seinem Zusammenfluss 2,9 km, zusammen mit seinem längeren linken Oberlauf Bitzgraben/Katzenbach 12,3 km lang und hat ein 31,3 km² großes Einzugsgebiet.

## Geologie
Das gesamte Einzugsgebiet der Steinach liegt im Jura des Albtraufs und des Voralblandes. Die größten Höhen am Südrand, Plettenberg und Schafberg, ragen bis in den Weißjura auf, der aber nur einen kleinen Flächenanteil einnimmt. Größer ist der des Braunjuras am Hang darunter, in dem der Oberlauf Bitzgraben des längsten Strangs entspringt und der sich, zuunterst als Opalinuston, in dem die anderen vom Albtrauf zufließenden Bäche entspringen, diesem entlang bis hinab nach Dotternhausen zieht, weiter im Osten bis ungefähr hinab zur L 442 Dotternhausen-Frommern. Der überwiegende Anteil des Einzugsgebietes aber, bis auf eine Schichtinsel des Opalinuston-Formations an der nordwestlichen Wasserscheide entlang, liegt im Schwarzjura. Zwischen Bergvorsprüngen im Posidonienschiefer-Formation laufen die großen Talmulden nordostwärts, ostwärts und südostwärts auf den ostwärts ziehenden Mittellauf des Gesamtstrangs (Brühlbach und obere Steinach) zwischen Erzingen und Endingen zu mit am Oberhang Amaltheenton, auf dem Grund in den höheren Talabschnitten Numismalismergel, in und beidseits der unteren liegt Obtususton, der auch am Hang dem Mittellauf des Talstrangs folgt. Erst an der Mündung in Balingen liegt Arietenkalk neben dem Lauf.
Diese Schichtenfolge ist am oberen Bitzgraben mit Hangschutt überdeckt, am mittleren Bitzgraben und linksseits am Unterhang in Endingen liegt pleistozänes Schwemmsediment, dort rechts gegenüber Sedimente einer alten Talterrasse. An mehreren Stellen findet sich am Unterhang ab Erzingen auch verwittertes und umgelagertes Material. Ungefähr ab dem Einsetzen des Unterjuras laufen die Bäche in einem holozänen Auenlehmstreifen, die Steinach selbst unterhalb von Endingen im Hochlehm der mit der Eyach schon gemeinsamen breiten Aue.
Auf dem Plettenberg wird Kalk der Wohlgeschichtete-Kalk-Formation des Weißjuras abgebaut. Am Westrand des Einzugsgebietes ragt eine Abbaufläche des Posidonienschiefers ins Einzugsgebiet, beide werden in einem Zementwerk verarbeitet, der ölhaltige Schiefer dabei auch als Energiequelle genutzt. Ein kleinflächiger ehemaliger Abbau des Ölschiefers liegt auch nordnordwestlich von Endingen.

## Natur und Schutzgebiete
Der Bitzgraben läuft von seinem Ursprung bis zum Waldrand recht natürlich, danach bis zum Ortsrand von Dotternhausen ist er gar nicht oder nur leicht verändert und von einer lückigen Baumgalerie begleitet. In Dotternhausen geht der Bach bald in eine Verdolung, in der auch noch der erste kurze Abschnitt des Katzenbach-Abschnittes verbleibt. Nach dem Ortsende ist der Gewässerlauf bis hinunter zum Steinach-Abschnitt meist leicht, selten unverändert. Auch hier wird er sogar innerhalb der durchquerten Ortschaften von einer Baumgalerie begleitet und er windet sich natürlich. Nach der Unterquerung der Zollernalbbahn nach Endingen ändert sich das Bild und der nun durch eine Gewerbezone und städtisches Gebiet laufende Bach ist stark bis vollständig verändert.
Im Einzugsgebiet liegen Teile von Naturschutzgebieten. Über dem Bitzgrabenursprung ragt auf dem Plettenberg ein kleiner Zwickel des Naturschutzgebietes Plettenkeller ins oberste Einzugsgebiet, in ähnlicher Weise ein größerer Streifen des Naturschutzgebietes Schafberg-Lochenstein auf den wettbachseitigen Rand der Schafberg-Hochfläche und etwas den obersten Talhang herab. Ganz innerhalb liegt das Gebiet Riedbachtal, eine vielfältige und reich gegliederte Streuobst- und Heckenlandschaft im oberen Tal des oberen und mittleren Riedbachs und seines Zuflusses Lochgraben, fast ganz das kleine Gebiet Heuberg nordnordwestlich von Endingen, ein ehemaliger Ölschieferabbau im Posidonienschiefer mit zwei Teichen.
Das Landschaftsgebiete Großer Heuberg, größtenteils auf der zur Donau abfallenden Albhochfläche liegend, erstreckt sich mit einem schmalen Randstreifen den obersten Albtrauf herab. Um und über Roßwangen liegt das Gebiet Landschaftsteile der Markung Roßwangen weit überwiegend innerhalb, dazu ein sehr kleines Gebiet Hecken am Gaisberg linksseits des Brühlbachs zwischen Erzingen und Endingen am Abhang des Talhangs Gaisberg (oder eher Geischberg?).
Auf dem und am Abhang des Plettenbergs liegt südsüdöstlich über Dotternhausen ein Wasserschutzgebiet Plettenbergquellen, in ähnlicher Lage zum Schafberg über Roßwangen das Wasserschutzgebiet Wittum Auf und am Oberhang des Schafbergs gibt es ein Waldschutzgebiet Schafberg-Lochenstein. Den dieseitigen Randstreifen dieses Gebietes überschreitet etwas ein kleiner Teil des Naturparks Obere Donau.